# Gadarico, o Grande
Gadarico (em latim: Gadarichus; em gótico: Gadareiks), dito o Grande, foi, segundo a Gética do escritor bizantino do século VI Jordanes, um rei dos godos de Gotiscandza. Pertenceu a quarta geração de reis góticos continentais após a migração liderada por Berigo. Sabe-se que teve um filho e sucessor, chamado Filímero, que lideraria os godos rumo a Aujo, na Cítia. Para Herwig Wolfram, era parente de Berigo e seu epíteto poderia indicar a existência de outro Gadarico em sua linhagem.